# 1930 County Championship
Navigation
Édition précédente Édition suivante
Le 1930 County Championship fut le trente-septième County Championship. Le Lancashire a remporté son sixième titre de champion,.

## Classement
| Equipe           | Pld | W  | L  | DWF | DLF | NR | Pts |
| ---------------- | --- | -- | -- | --- | --- | -- | --- |
| Lancashire       | 28  | 10 | 0  | 8   | 5   | 5  | 155 |
| Gloucestershire  | 28  | 15 | 4  | 2   | 6   | 1  | 152 |
| Yorkshire        | 28  | 11 | 2  | 6   | 4   | 5  | 150 |
| Nottinghamshire  | 28  | 9  | 1  | 10  | 5   | 3  | 149 |
| Kent             | 28  | 12 | 7  | 5   | 4   | 0  | 133 |
| Essex            | 28  | 7  | 5  | 7   | 6   | 3  | 121 |
| Sussex           | 28  | 7  | 5  | 6   | 8   | 2  | 118 |
| Surrey           | 28  | 3  | 4  | 13  | 5   | 3  | 116 |
| Derbyshire       | 28  | 7  | 8  | 4   | 6   | 3  | 106 |
| Worcestershire   | 28  | 5  | 9  | 8   | 5   | 1  | 99  |
| Glamorgan        | 28  | 5  | 9  | 6   | 4   | 4  | 98  |
| Leicestershire   | 28  | 4  | 10 | 6   | 5   | 3  | 89  |
| Hampshire        | 28  | 5  | 8  | 1   | 14  | 0  | 87  |
| Somerset         | 28  | 4  | 11 | 7   | 4   | 2  | 87  |
| Warwickshire     | 28  | 2  | 9  | 8   | 7   | 2  | 85  |
| Middlesex        | 28  | 3  | 9  | 3   | 10  | 3  | 81  |
| Northamptonshire | 28  | 4  | 12 | 3   | 5   | 4  | 78  |